# Atara (Atsabe)
Atara (Atare) ist ein osttimoresischer Suco im Verwaltungsamt Atsabe (Gemeinde Ermera).

## Geographie
Der Suco liegt im Südosten des Verwaltungsamts Atsabe. Nördlich liegen die Sucos Tiarlelo, Malabe, Laclo und Parami. Westlich befinden sich die Sucos Batu Mano und Lacao. Im Südosten grenzt Atara an das zur Gemeinde Ainaro gehörende Verwaltungsamt Ainaro mit seinem Suco Mau-Ulo und im Süden an das zur Gemeinde Bobonaro gehörende Verwaltungsamt Bobonaro mit seinen Sucos Colimau und Maliubu. In Atara entspringt der Fluss Baluani, der dann nach Westen fließt. Er gehört zum System des Lóis.
Den Südwesten von Atara durchquert die Überlandstraße, die vom Ort Atsabe nach Bobonaro im Süden führt. An ihr liegen die meisten Ortschaften des Sucos. Dies sind Uabe (Waabe), Dadubere, Airae, Tapoabe, Batubala (Batubata) und Mania. Etwas nordöstlich davon liegt das Dorf Biahoro. Nachdem die Überlandstraße kurz durch den Nachbarsuco Lacao führt, durchquert er Atara nochmal im Nordwesten. Hier liegen die Dörfer Malimea (Mali Mea) und Aifro. Grundschulen gibt es jeweils eine im Nordwesten und im Südwesten, die Escola Primaria No. 173 Atara.
Im Suco befinden sich die sieben Aldeias Airae, Batubala, Dadubere, Malimea/Uabe, Mania, Tapoabe und Uabe-Nc.
Von Atara wurde 2002 Malimea als eigenständiger Suco abgetrennt, 2003 aber wieder zurück angegliedert. Bei der Gebietsreform 2015 wurde die Grenze nach Norden neu gezogen. Im Westen ging ein kleines Gebiet an Batu Mano, während Atara von Tiarlrlo ein Territorium im Nordwesten erhielt. Vor der Reform hatte Atara eine Fläche von 24,93 km². Nun sind es 23,85 km².

## Einwohner
In Atara leben 2.486 Einwohner (2022), davon sind 1.273 Männer und 1.213 Frauen. Im Suco gibt es 620 Haushalte. Über 98 % der Einwohner geben Kemak als ihre Muttersprache an. Eine Minderheit spricht Tetum Prasa.

## Geschichte
1963 rebellierten etwa 70 Bewohner von Atara gegen die harten Arbeitsbedingungen, die der Liurai Guilherme Gonçalves einforderte und klagten daher vor dem portugiesischen Kolonialgericht. 1970 wurde ihnen Recht gegeben und Atara wurde zum eigenständigen Suco. In ihm hatte der Vater des späteren Politikers Elizário Ferreira eine führende Rolle. Dessen Cousin sagte der FALINTIL 1986 zu, die Guerilla mit Nahrungsmittel zu versorgen.
Am 23. August 2009 beendeten die Sucos Lacao und Atara eine jahrzehntelange Feindschaft durch eine offizielle Friedenszeremonie.

## Politik

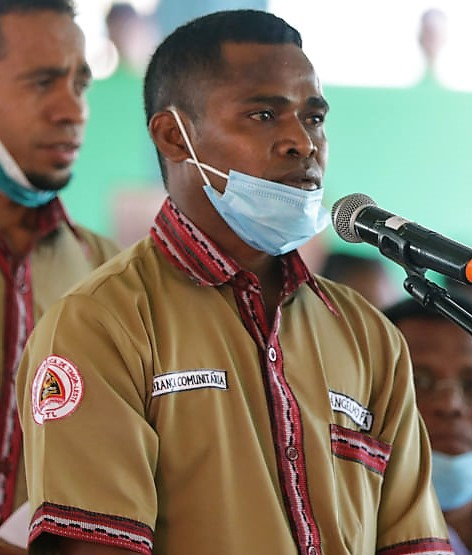
Chefe de Suco Angelo Pereira (2020)

Bei den Wahlen von 2004/2005 wurde Francisco A. Aráujo zum Chefe de Suco gewählt. Bei den Wahlen 2009 gewann Lourenço de Jesus und 2016 Angelo Pereira.

## Persönlichkeiten
- Elizário Ferreira (* 1973), Politiker